# 혜빈 양씨
혜빈 양씨(惠嬪 楊氏, ? ~ 1455년 12월 26일(음력 11월 9일))은 조선 제4대 왕 세종의 후궁이다. 한남군, 수춘군, 영풍군의 생모이며, 손자뻘이 되는 단종의 유모였다. 본관은 청주이고, 시호는 문혜(文惠), 민정(愍貞)이다.

## 생애
현감 증 의정부좌찬성 양경(楊景)과 부인 이씨 슬하의 외동딸로 태어났다. 삼촌은 중추원 동지사를 지낸 양후(楊厚)이다. 처음에는 내명부 예하 궁인으로 들어왔으나 지병으로 병약한 세자를 보살피던 중 세종의 눈에 들어서 후궁이 되었고 귀인 첩지를 받아 아버지는 의정부(議政府) 좌찬성(左贊成)으로 추증되었다. 정1품의 빈에 오른 후 혜빈이라는 칭호를 하사 받았다. 자식으로는 세 아들 한남군 어, 수춘군 현, 영풍군 전 등을 두었다.
그녀가 영풍군을 키우고 있을 당시, 세자빈(후일의 현덕왕후로 추존)이 단종을 낳은 후 이튿날 갑자기 죽게 되자, 세종은 문종에게 알려 경혜공주와 단종을 혜빈에게 맡기도록 했다. 혜빈은 기뻐하며 자청했고 단종과 경혜공주를 극진히 보살폈다. 특히 직접 기른 단종에게는 더욱 지극한 사랑을 주었으며 단종 또한 혜빈의 품에서 잠들기를 늘 원했다. 왕이 되어서도 단종은 혜빈의 처소에서 숙하는 것을 희망했으나 수양이 모사를 염려하여 가로막았다.
지아비인 세종이 죽자 관례에 따라 비구니가 되어 궐을 나가 산 속으로 들어가 살았다. 그 후 왕위에 오른 문종이 재위 2년여만에 죽고 12살의 단종이 왕위에 올랐는데 그때 산에 있던 혜빈이 다시 궁으로 들어오게 되어 단종을 보필하였다. 혜빈이 궁중을 장악할 것을 염려한 수양이 문종의 후궁인 홍 귀인의 작위를 숙빈으로 높여 혜빈을 대신하게 하자 혜빈은 더 이상 단종을 보필 할 수 없었다. 혜빈은 이 일로 수양대군을 원망하였다.
하지만 수양대군의 왕위 찬탈로 단종이 선위하고 수양대군이 보위에 오르자, 혜빈 양씨는 금성대군 유 등과 결탁하여 전횡을 휘둘렀다는 이유로 탄핵당하고 가산이 적몰된 뒤 청풍으로 유배를 갔다. 1455년 12월 17일(음력 11월 9일) 신하들의 여러 상소끝에 교수형으로 사망한다.

## 죽음
이후 신하들이 혜빈을 죽이기를 청하자, 세조는 상왕 단종이 죽이지 말라고 청하기에 자신이 명을 받아들였다며 이를 거부했으나 결국 같은 해인 1455년 교수형에 처할 것을 명했다. 혜빈은 12월 17일(음력 11월 9일), 세조에 의해 교수형을 당해 사망하였다. 
1712년(숙종 38) 4월 28일 관작(官爵)과 봉호(封號)를 회복하여 신원(伸冤) 되었다.
혜빈의 유해는 종조부인 병사공 양치가 남몰래 거두어 경기도 포천 기당리 세장산에 묻고 평토를 하여 극비에 부쳤다.
이러한 내력은 경혜공주의 수기에서 볼 수 있다. 아들 영풍군 전도 곧 살해당하였고, 한남군 어는 금산 1459년 6월 유배지에서 병사하였다. 1534년(중종 29년)에 장증손자인 호천군의 대궐 앞 상소로 비로소 왕계로 복원이 되었다. 1570년 장증손자 호천군이 노직으로 당상관으로 승진하였다. 고손자 적이 원종공신이 됨에 추증군이 되었다. 사후 복권되어 숙종 때 문혜(文惠)의 시호가 내려져 문혜대빈이 되었다. 
정조 15년에는 정조의 모친 혜빈 홍씨(혜경궁)와 같은 작호를 피하여 새로 민정(慜貞)이란 시호를 내리고 신주를 새로 만들어 제사 지내게 하였다.

## 가족관계
- 조부: 양첨식
- 조모 : 정부인 경주최씨
  - 아버지 : 남평현감 양경
  - 어머니 : 이씨
  - 남편 : 제4대 세종대왕(世宗大王, 1397년 ~ 1450년, 재위 1418년 ~ 1450년)
    - 장남 : 한남군 어(漢南君 𤥽, 1429년 ~ 1459년)
    - 자부 : 양원군부인 안동 권씨(梁源郡夫人 安東 權氏)
      - 손자 : 흥안군 중생(興安君 衆生, 1458년 ~ ?)
      - 손녀 : 이수리(李修理) - 정문명(鄭文明)과 혼인

  - 차남 : 수춘군 현(壽春君 玹, 1431년 ~ 1455년)
  - 자부 : 영천군부인 영일 정씨(榮川君夫人 迎日 鄭氏)
    - 손자 : 수안군 상(遂安君 鑜)[9]
    - 손자부 : 군부인 죽산 안씨(君夫人 竹山 安氏)
      - 증손 : 의인군 흠(宜仁君 欽)
      - 증손 : 안흥부정 수(安興副正 銖)
      - 증손녀 : 전주 이씨(全州 李氏) - 한세창(韓世昌)과 혼인
      - 증손녀 : 전주 이씨(全州 李氏) - 민천석(閔天錫)과 혼인

    - 손자부(첩) : 미상
      - 서증손 : 적성군 석(赤城君 錫)

    - 손녀 : 전주 이씨(全州 李氏) - 심순로(沈順老)와 혼인

  - 삼남 : 영풍군 전(永豊君 瑔, 1434년 ~ ? )
  - 자부 : 현부인 순천 박씨(縣夫人 順天 朴氏) - 박팽년의 딸
    - 손녀 : 이소사(李召史) - 이양손(李陽孫)과 혼인
    - 양 손자 : 취성군 이빈(鷲城君 李頻), 양녕대군의 차남 서산군 이혜(瑞山君 李譿)의 차남, 영풍군의 사후 양자

## 혜빈 양씨가 등장하는 작품
- 《파천무》(KBS, 1990, 배우:반효정)
- 《한명회》(KBS, 1994, 배우:박준금)
- 《왕과 비》(KBS, 1998~2000, 배우:김혜리)
- 《인수대비》(JTBC, 2011~2012, 배우:최지나)

## 같이 보기
- 조선왕조실록
- 세종
- 한남군
- 수춘군
- 영풍군
- 단종

## 참고 자료
- 혜빈 양씨 - 한국학중앙연구원